# Průmyslová výstava v Praze 1791
Průmyslová zemská výstava v Praze 1791 byla průmyslová výstava uspořádaná v pražském Klementinu ve dnech 21. srpna až 14. září 1791. Jednalo se o jednu z prvních průmyslových výstav v Evropě, byť uspořádanou v menším rozsahu, která přispěla ke vzniku tradice průmyslových výstav nejen v Čechách, ale i v Evropě. 
Výstava byla iniciována u příležitosti korunovace rakouského císaře Leopolda II. českým králem v Praze (6. září 1791) především podnikatelskými kruhy české a česko-německé šlechty jakožto přehlídka rozvoje a vyspělosti rodících se průmyslových odvětví v českých zemích. Zúčastnilo  se jí 150 vystavovatelů, obsahovala celkem 49 výstavních míst a k vidění byly především textilní, kovodělné či sklářské produkty vyrobené v dílnách a manufakturách v českých zemích. 

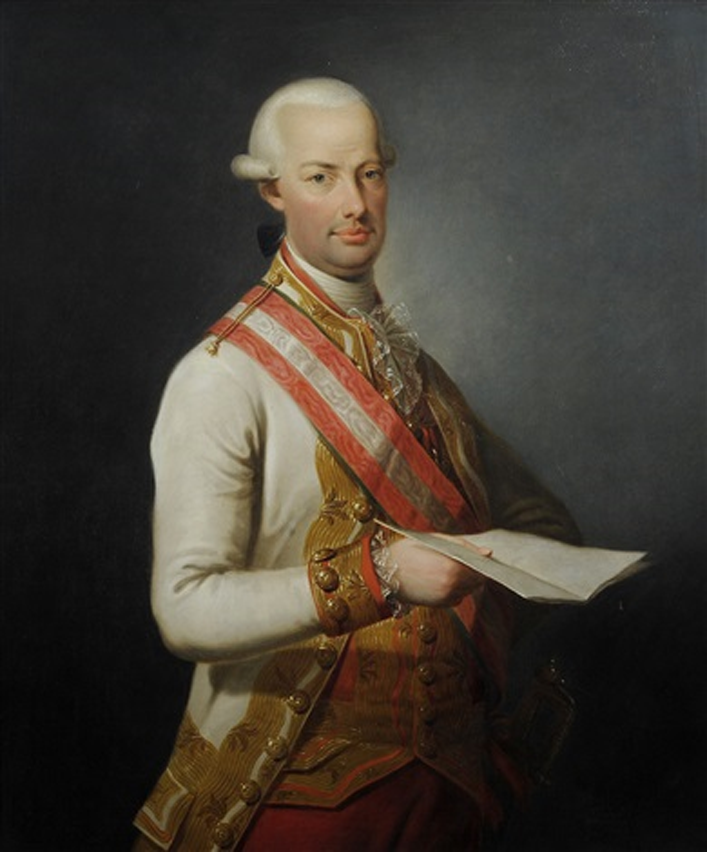
Leopold II.

Na oslavu jejího stého výročí proběhla na nově vybudovaném Holešovickém výstavišti roku 1891 Jubilejní zemská výstava, jejíž denní návštěvnost se již pohybovala v řádech desítek tisíc lidí. 

## Společenské a politické pozadí

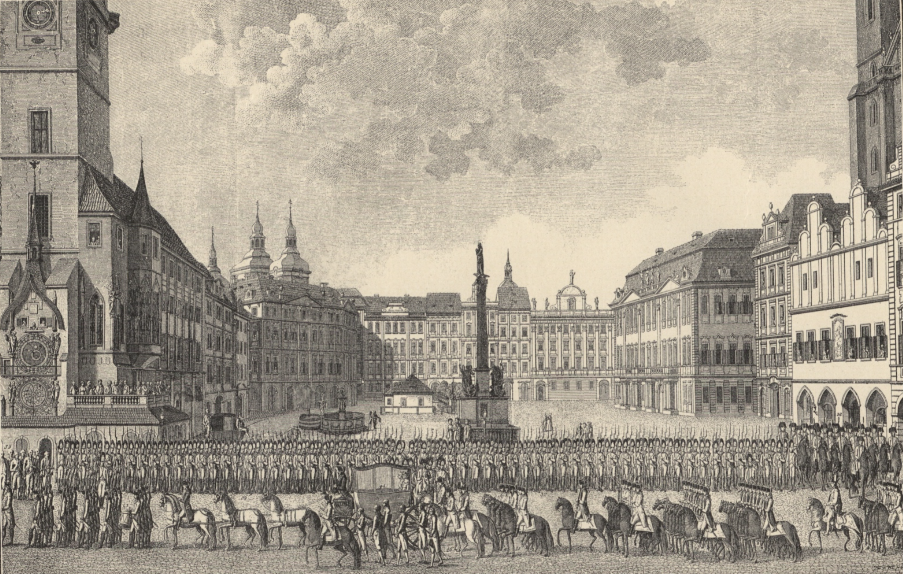
Caspar Pluth: Korunovační vjezd císaře Leopolda II. do Prahy (rytina, 1791)

U příležitosti korunovace Leopolda II. českým králem v Praze byla továrním komisařem a pozdějším komerčním radou Josefem Antonínem Schreyerem a českým místodržícím Jindřichem Františkem z Rottenhanu uspořádána výstava složená výhradně z průmyslových či rukodělných produktů, tehdy nazvaná Produkten- und Fabrikenkabinet. Takovýto charakter výstavy výrobků byl v Evropě, potažmo světově, novým formátem prezentace neuměleckých děl či výrobků, za vůbec historicky první průmyslovou výstavu lze považovat textilní výstavy roku 1756 a 1757 v Londýně, poté pak hospodářskou a textilní výstavu 1763 v Paříži. Na českém území byla roku 1754 uspořádána pro Marii Terezii ve Veltrusích výstava produktů Království českého.

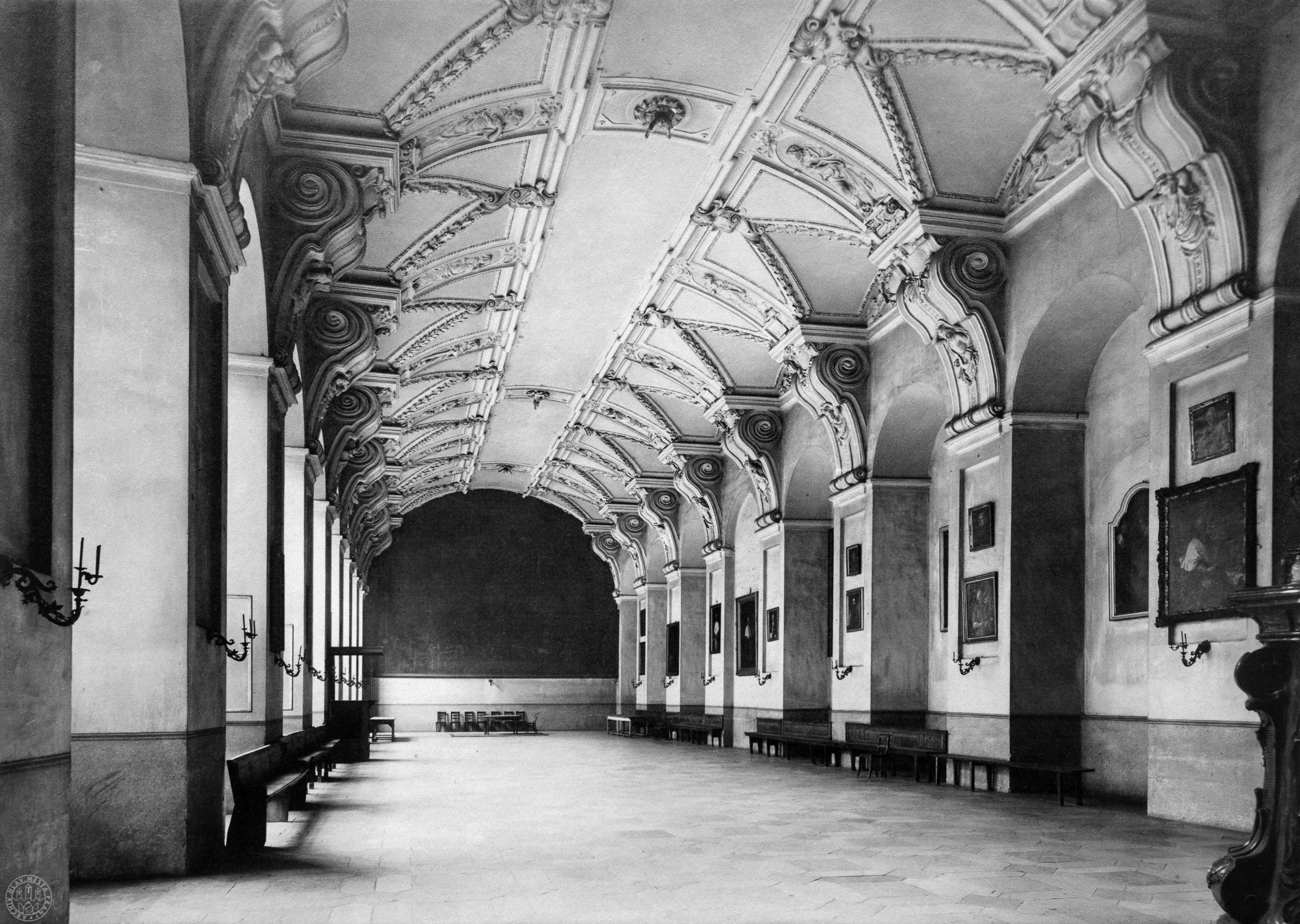
Letní refektář v pražském Klementinu, kde se průmyslová výstava konala (foto z r. 1891)

## Průběh
Výstava proběhla ve dnech 21. srpna až 14. září 1791 v sále bývalého generálního seminária v Klementinu  (dnešní Všeobecné studovně), někdejšího jezuitského areálu na Starém Městě Pražském. Výstavy se zúčastnilo 150 vystavovatelů, obsahovala celkem 49 výstavních míst, na nichž byly ku zhlédnutí především textilní, kovodělné či sklářské produkty vyrobené v dílnách a manufakturách v českých zemích. K vidění byly také ukázky prací pražských zlatníků, turnovské šperky, broušená zrcadla, knoflíky a krajky. Výstava měla i vlastní katalog.
Výstavu pak měly možnost navštívit pouze příslušníci vyšší společenských vrstev. Leopold II., který v Čechách pobyl ještě několik týdnů po své korunovaci 6. září, navštívil zemskou výstavu v doprovodu svých synů, císařovny a dalších dne 14. září, čímž pak byla slavnostně ukončena. 

### Vystavující (výběr)
- Cínové výrobky z Horního Slavkova

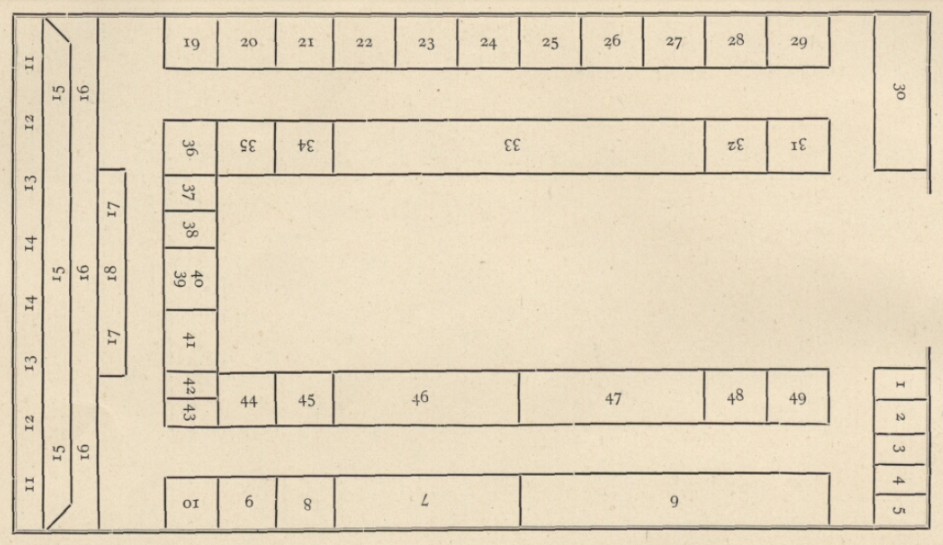
Schéma výstavních míst v sále zemské výstavy

- Dřevěné zboží zboží z továrny hrab. Jindřicha F. Rottenhana v Červeném Hrádku u Jirkova
- Bavlněné zboží vyrobené vězni pražské káznice
- Textilní výrobky Valdštejnské továrny v Horním Litvínově
- Zboží z továrny knížete Auersperga v Tupadlech
- Textilní zboží manufaktury bratří Tuschnerů v Plzni
- Textilní zboží z manufaktur z Ašska
- Velkorozměrová zrcadla z továrny knížete Kinského v Pirkštejně

## Význam

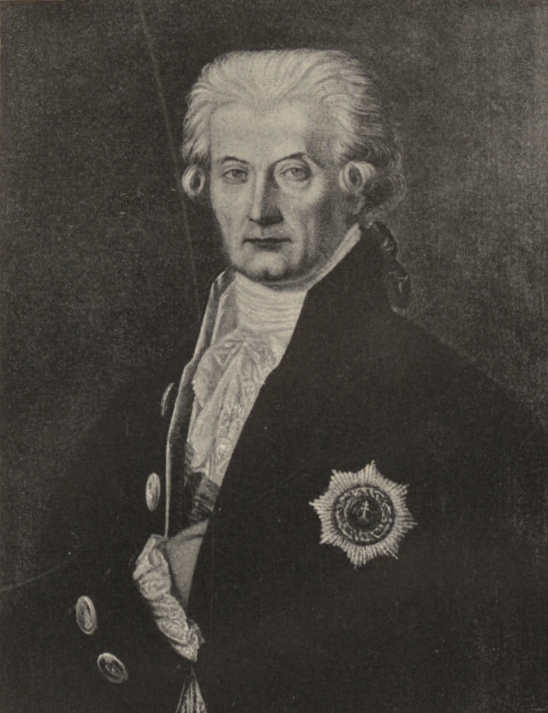
Jindřich František z Rottenhanu, jeden z iniciátorů výstavy

Událost se stala významným milníkem v historii průmyslové výroby v českých zemích a předznamenala tak zdejší rozmach nastupující průmyslové revoluce, která z českých zemí vytvořila jednu z nejdůležitějších průmyslových oblastí Habsburské monarchie.Její význam byl z evropského hlediska spíše lokální, neboť akce nebyla, především mezinárodně, propagována. Jindřich František z Rottenhanu, jeden z hlavních organizátorů, v podpoře domácího průmyslu pokračoval a mj. se podílel na zřízení pražské polytechniky roku 1806.   
Ke stému výročí Průmyslové výstavy byla roku 1891 uspořádána Jubilejní zemská výstava. Původně byla plánována jako všeobecná zemská výstava, avšak pro bojkot německých podnikatelů v Čechách se stala přehlídkou rozvoje a vyspělosti českého průmyslu a české podnikavosti. Na výstavě byla mj. vystavena také zrcadla z továrny Kinských, která byla součástí inventáře výstavy v roce 1791. 